# Cantone di Bogny-sur-Meuse
Il Cantone di Bogny-sur-Meuse è una divisione amministrativa dell'arrondissement di Charleville-Mézières.
È stato costituito a seguito della riforma approvata con decreto del 21 febbraio 2014, che ha avuto attuazione dopo le elezioni dipartimentali del 2015.

## Composizione
Comprende i seguenti 12 comuni:
- Bogny-sur-Meuse
- Deville
- Haulmé
- Les Hautes-Rivières
- Joigny-sur-Meuse
- Laifour
- Les Mazures
- Montcornet
- Monthermé
- Renwez
- Thilay
- Tournavaux